# 요르문간드 (만화)
요르문간드(ヨルムンガンド)는 타카하시 케이타로가 그린 일본 만화 시리즈이다. 쇼가쿠칸의 청년 만화 잡지 월간 선데이 제넥스를 통해 2006년 4월부터 2012년 1월까지 연재되었다. 7권의 단행본으로 출간되었다.
WHITE FOX에 의해 제작된 일본의 애니메이션 TV 시리즈는 2012년 4월부터 6월까지 방영되었다. Jormungand: Perfect Order라는 제목의 시즌 2는 2012년 10월부터 12월까지 방영되었다.